# Weld megye
Weld megye az Amerikai Egyesült Államokban, azon belül Colorado államban található. Megyeszékhelye és legnagyobb városa Greeley. Lakosainak száma 328 981 fő (2020. április 1.). Weld megye Kimball, Adams, Broomfield, Larimer, Laramie, Boulder, Morgan és Logan megyékkel határos.

## Népesség
A megye népességének változása:
| Lakosok száma | 254 052 | 258 343 | 263 525 | 269 785 | 285 174 | 328 981 |
|               | 2010    | 2011    | 2012    | 2013    | 2015    | 2020    |